# Exoprosopa claripennis
Exoprosopa claripennis är en tvåvingeart som beskrevs av Hesse 1956. Exoprosopa claripennis ingår i släktet Exoprosopa och familjen svävflugor. Inga underarter finns listade i Catalogue of Life.